# PC Matic
PC Maticとは、米国PC Matic,Inc.社が開発したWindows、MacOSパソコンのマルウエア対策とパソコン診断、チューニング機能を有するソフトウェアである。

## 概要
発祥はパソコンのソフトウエア構成の不具合を診断、チューニングする機能から始まり、後にウイルス・マルウエア対策機能を加えて発展してきた製品である。
特にマルウエア対策で、この分野で一般的なパターンファイルによるブラックリスト方式ではなく、ホワイトリスト方式を採っているところが特徴的である。米国政府調達認証FedRAMPを取得している。
日本総代理店は、ブルースター株式会社が行っている。
PC ゲーマーに人気があったことから、2015年11月よりプロゲーミングチーム　DeToNator　のスポンサーを行っている。
沿革と機能
1990年代後半、米国パソコンメーカー「Gateway 2000」でカスタマーサポート、マーケティングを担当していた上級副社長のRob Chengは、ハードウエアに異常がないにもかかわらず不具合を申告するユーザーの対応に取り組んでいた。
その結果、パソコンの不調の原因をソフトウエア構成やデータの配置に見出し、インターネットを経由してパソコンの診断を行ってカスタマーサポートに活用する手法を編み出していた。
このノウハウを元に、パソコンを定期的にメンテナンスすることで快適に使い続けられるようなソリューションを提供する事を目的として、1999年にRob ChengによりPC Matic社が設立された。製品としてドライバ自動更新、デフラグソフト、最適化ツール、セキュリティソフト(Computer Associate社(CA)のOEM)の単体機能の製品がリリースされた。
PC Maticはこれらの機能を統合したパッケージ商品として、2009年に発売された。
発売当初の機能はパソコンの高速化、安定性向上、高性能化の診断とチューニング、セキュリティ診断だった。
2011年セキュリティ機能にリアルタイム保護機能を搭載したSuperShield(米国GFI社のOEM)が追加される。
その後PC Matic独自のマルウエア対策エンジンとしてホワイトリスト方式のエンジンの開発が進められ、2014年にSuperShield 2.0.0.0がリリースされる。
これはパソコン使用者の利用が想定されるアプリケーションやドライバのMD5ハッシュを全世界的に数百万種類収集して作り上げたホワイトリストを作成し、安全が確認されたアプリケーションだけを実行可能なものである。SuperShield 2.0.0.0には合わせてブラックリスト方式、ヒューリスティックスキャン方式を加えて３つのセキュリティエンジンを持つアンチマルウェア機能を世界で初めて実装された。
PC Maticの実装するホワイトリストは、パソコン使用者が遭遇する新規・未知のアプリケーションはクラウド上で安全性を検査して、悪性でないことをマルウェア分析官が目視確認してアプリケーション・ホワイトリストに登録し全顧客で共有している。その意味でブラックリストに掲載されていないことを以て動作可とするパターンファイル型の製品よりも安全性の審査が厳格である。
またヒューリスティック検査と呼ばれる振る舞い検査がクラウド上で行われることで、利用者のエンドポイントのパソコンに負荷がかからないため、動作が軽快であることも特徴である。
マルウエア防御性能と開発姿勢について
PC Maticはマルウエア防御に関する第三者評価機関であるAV-Comparatives、AV-TESTに参加していない。
この理由についてPC Maticは第三者評価機関の試験方法の妥当性への疑問、第三者評価機関の評価自体が性能試験よりもマーケティング上の宣伝目的のものである点を挙げている。
PC Maticの発表によれば、1300万台のパソコンに対し過去72ヶ月間ウイルス感染の発生件数を0件としている。
PC Maticでは悪性ソフトウエアの範疇として、情報流出や破壊(ランサムウェア)の他に、利用者を困惑させる広告表示や設定変更、ブラウザー内でのマイニング行為や利用者の利用情報の収集動作も含めている。
開発工程を委託することにより製品自体に悪性コードが埋め込まれることを警戒して、100%米国内で自社開発していることも特徴である。
製品として個人版のPC Matic、法人版のPC Matic PROの他に政府版のPC Matic federalがある。